# Nadeschda Alexejewna Karpowa
Nadeschda Alexejewna Karpowa (russisch Надежда Алексеевна Карпова, wiss. Transliteration Nadežda Alekseevna Karpova, * 9. März 1995 in Jaroslawl) ist eine russische Fußballspielerin. Sie steht derzeit bei Espanyol Barcelona unter Vertrag und spielte von 2016 bis 2019 für die russische Nationalmannschaft.

## Karriere

### Vereine
Nadeschda Karpowa spielte in ihrer Jugend bei UOR-Swesda und FK Rossijanka. Ihre Karriere begann sie bei FC Sorki Krasnogorsk. Anschließend spielte sie bei Tschertanowo Moskau, ehe sie 2017 nach Spanien zum FC Valencia wechselte. 2019 wurde sie vom FC Sevilla verpflichtet. Ein Jahr später wechselte sie zu Espanyol Barcelona.

### Nationalmannschaft
Karpowa spielte zunächst für die russische U-19-Mannschaft. Am 2. Juni 2016 kam sie bei einem Spiel gegen die Türkei im Rahmen der Qualifikation zur Fußball-Europameisterschaft 2017 erstmals für die A-Nationalmannschaft zum Einsatz. In diesem Spiel erzielte sie auch ihr erstes Länderspieltor für die Nationalmannschaft. Bei der Fußball-Europameisterschaft der Frauen 2017 wurde sie in allen drei Gruppenspielen eingewechselt.

## Coming-out und Kritik am russischen Regime
Nadeschda Karpowa ist lesbisch und die erste russische Sportlerin, die sich als homosexuell outete. Ihr Coming-out erfolgte 2022 nach ihrem Wechsel nach Spanien. Karpowa kritisierte außerdem den russischen Angriffskrieg gegen die Ukraine und die russische Staatspropaganda und sprach sich gegen die Teilnahme russischer Athleten bei den Olympischen Spielen 2024 aus.